# Шотт, Бернхард
Петер Бернхард Шотт (нем. Peter Bernhard Schott; 9 августа 1748, Эльтвилле-ам-Райн — 26 апреля 1809, Хайдесхайм-на-Рейне) — немецкий музыкальный издатель, основатель компании, в настоящее время действующей под названием Schott Music.
Родился в семье трактирщика, который, однако, с 1752 года попутно занимался печатью нотных изданий. В 1762—1764 гг. проходил обучение в печатном доме в Страсбурге, затем окончил Майнцский университет (1769) со степенью магистра философии. Изучал также игру на кларнете, в том числе у Йозефа Бера.
В 1770 году основал в Майнце нотопечатню. В 1780 году получил от курфюрста Фридриха Карла Йозефа звание придворного нотопечатника и исключительное право на публикацию нот в Майнце. В 1785 году выпустил первый каталог своих изданий. Среди первых важных изданий Шотта — клавирные редакции опер Вольфганга Амадея Моцарта «Похищение из сераля» и «Дон Жуан», произведения Карла Стамица, Франца Ксавера Рихтера и Георга Йозефа Фоглера. Построенное в 1791 году Шоттом здание в Майнце до сих пор служит центральным офисом компании Schott Music. С 1799 года использовал литографическую печать — по утверждению сегодняшних владельцев бизнеса, одним из первых музыкальных издателей в Европе.
После смерти Шотта дело унаследовали его сыновья, в 1818 году изменившие название отцовской фирмы на B. Schott’s Söhne (с нем. — «Сыновья Б. Шотта»).